# Crataegus inanis
Crataegus inanis är en rosväxtart som beskrevs av Chauncey Delos Beadle. Crataegus inanis ingår i Hagtornssläktet som ingår i familjen rosväxter. Inga underarter finns listade i Catalogue of Life.